# Horama
Genre
Synonymes
- Mastigocera Harris, 1839 nec Klug, 1827[1]
- Phylloecia Guérin-Méneville, 1844[1]
- Callicarus Grote, 1866[1]
- Drucea Kirby, 1892[1]

Horama est un genre de lépidoptères (papillons) américains de la famille des Erebidae et de la sous-famille des Arctiinae. 

## Liste des espèces
Selon FUNET Tree of Life (28 octobre 2020) :
- Horama diffissa Grote, 1866
- Horama grotei Butler, 1876
- Horama margarita McCabe, 1992
- Horama oedippus (Boisduval, 1870)
- Horama panthalon (Fabricius, 1793)
- Horama pennipes (Grote, 1866)
- Horama plumipes (Drury, 1773)
- Horama pretus (Cramer, 1777)
- Horama rawlinsi McCabe, 1992
- Horama tarsalis Walker, 1856
- Horama zapata Dietz & Duckworth, 1976